# 蝌蚪星系
蝌蚪星系是一個被瓦解的棒旋星系，位於北天的天龍座 ，距離地球4億光年。它最特殊的特徵是綿延28萬光年，長且巨大的藍色星團。
對於其成因，其中一個假設是蝌蚪星系被一個緻密的星系入侵，並橫越過蝌蚪星系的前端(從地球以透視法觀測，其方向是由左至右移動)隨後被它們共同的引力拋擲在星系的後方。在彼此碰撞的期間，潮汐力使得螺旋星系的恆星、氣體、和塵埃灑落出來，形成清晰的「蝌蚪尾巴」。入侵的星系本身，估計位於蝌蚪星系的後方30萬光年處，可以透過蝌蚪星系前方的旋臂在左上方看見。就如同地球上的蝌蚪經歷細胞凋亡而使尾巴退縮的過程一樣，蝌蚪星系在老年之後可能將失去它的尾巴，尾部的恆星集團會成為這大螺旋星系的衛星星系。

## 外部連結
- ESA/Hubble Release （页面存档备份，存于）